# Royal Fam
Royal Fam är en musikgrupp som tillhör hiphopkollektivet Wu-Tang Clan.

## Medlemmar
- Dreddy Krueger
- Timbo King

## Diskografi
- Yesterday, Today, Iz Tomorrow - 2000 (Album)